# Jaśmin

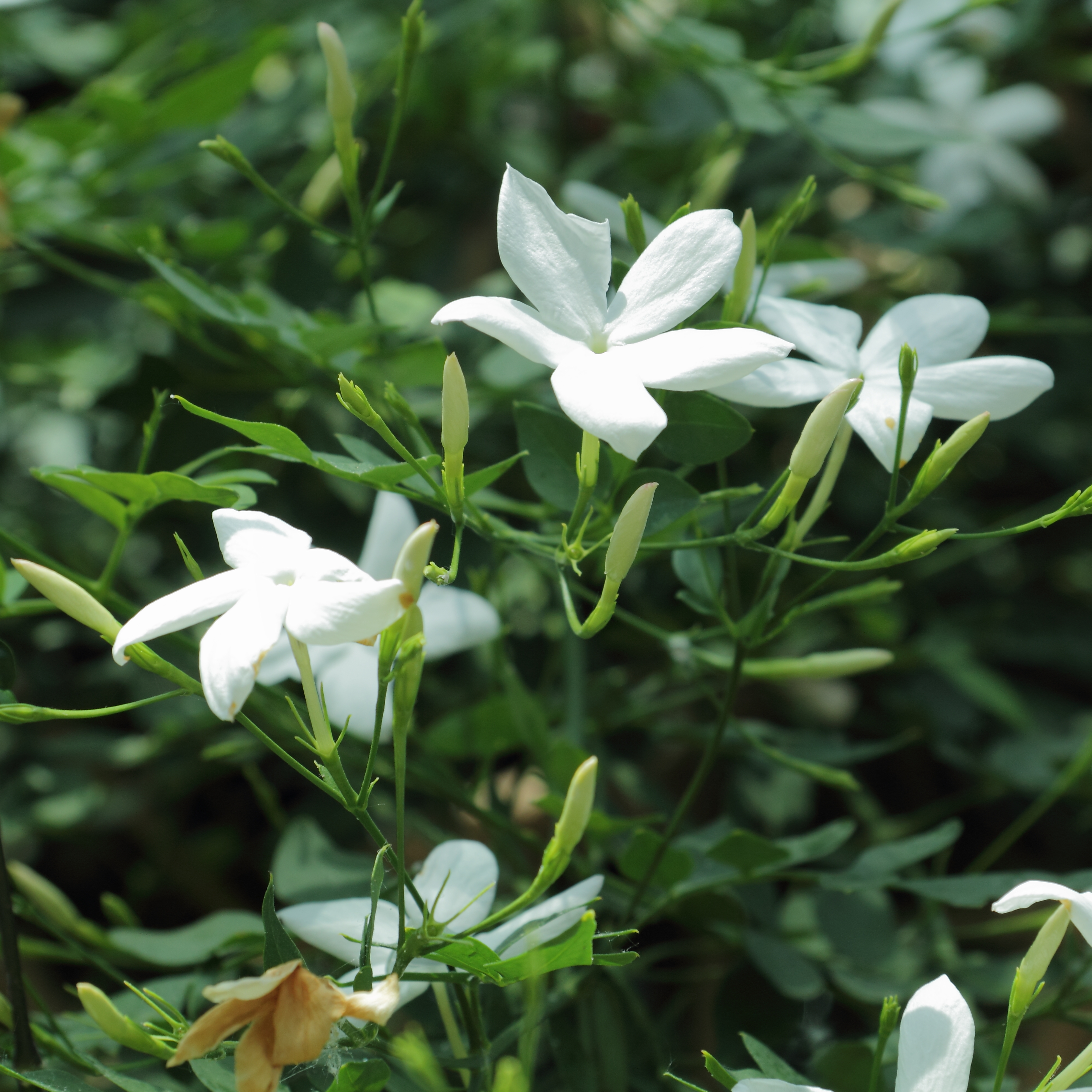
Jaśmin lekarski

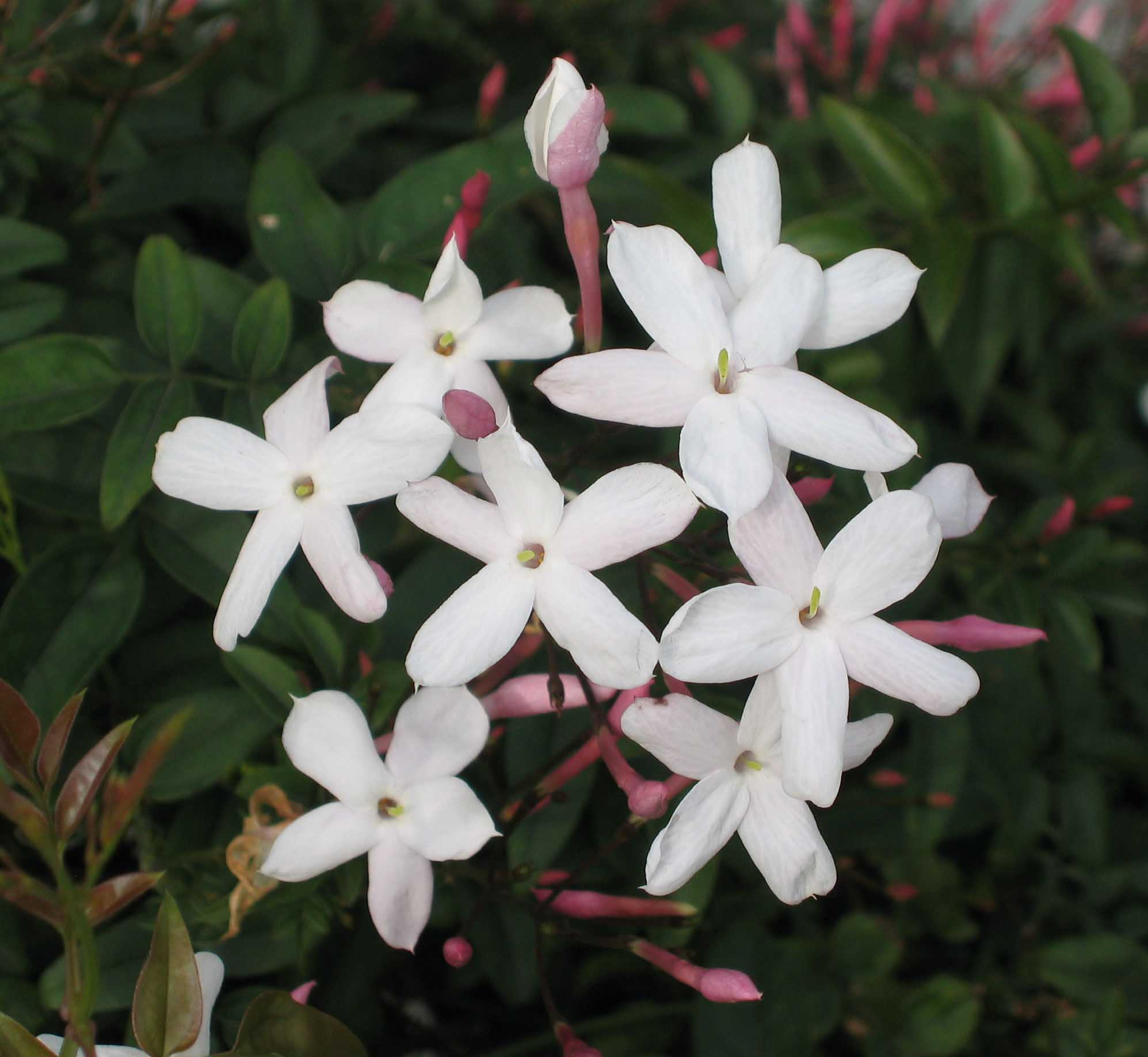
Jasminum polyanthum

Jaśmin, jaśminek (Jasminum L.) – rodzaj roślin z rodziny oliwkowatych. Obejmuje ok. 200 gatunków. Występują one w strefie międzyzwrotnikowej Afryki, Azji i Australii, sięgając do stref umiarkowanych w południowej Afryce i Australii oraz w rejonie Kaukazu i wschodnich Chin. Rosną zwykle w formacjach zaroślowych. Ich wonne, zwykle słodko pachnące kwiaty są zapylane przez owady.
Liczne gatunki są od dawna uprawiane dla intensywnego aromatu w czasie kwitnienia, zwłaszcza w południowej Azji (na Półwyspie Arabskim i w Indiach). Najbardziej rozpowszechniony w uprawie jest jaśmin lekarski J. officinale. J. grandiflorum jest surowcem do produkcji olejków używanych w kosmetologii i do wyrobu perfum. Uprawiane są poza tym: J. auriculatum (zwłaszcza w Indiach), J. laurifolium, J. polyanthum (uprawiany w doniczkach w pomieszczeniach lub na zewnątrz w klimacie śródziemnomorskim), jaśmin wielkolistny J. sambac (wykorzystywany także do aromatyzowania herbaty). W Polsce uprawiany jest głównie jaśmin nagokwiatowy J. nudiflorum.

## Morfologia

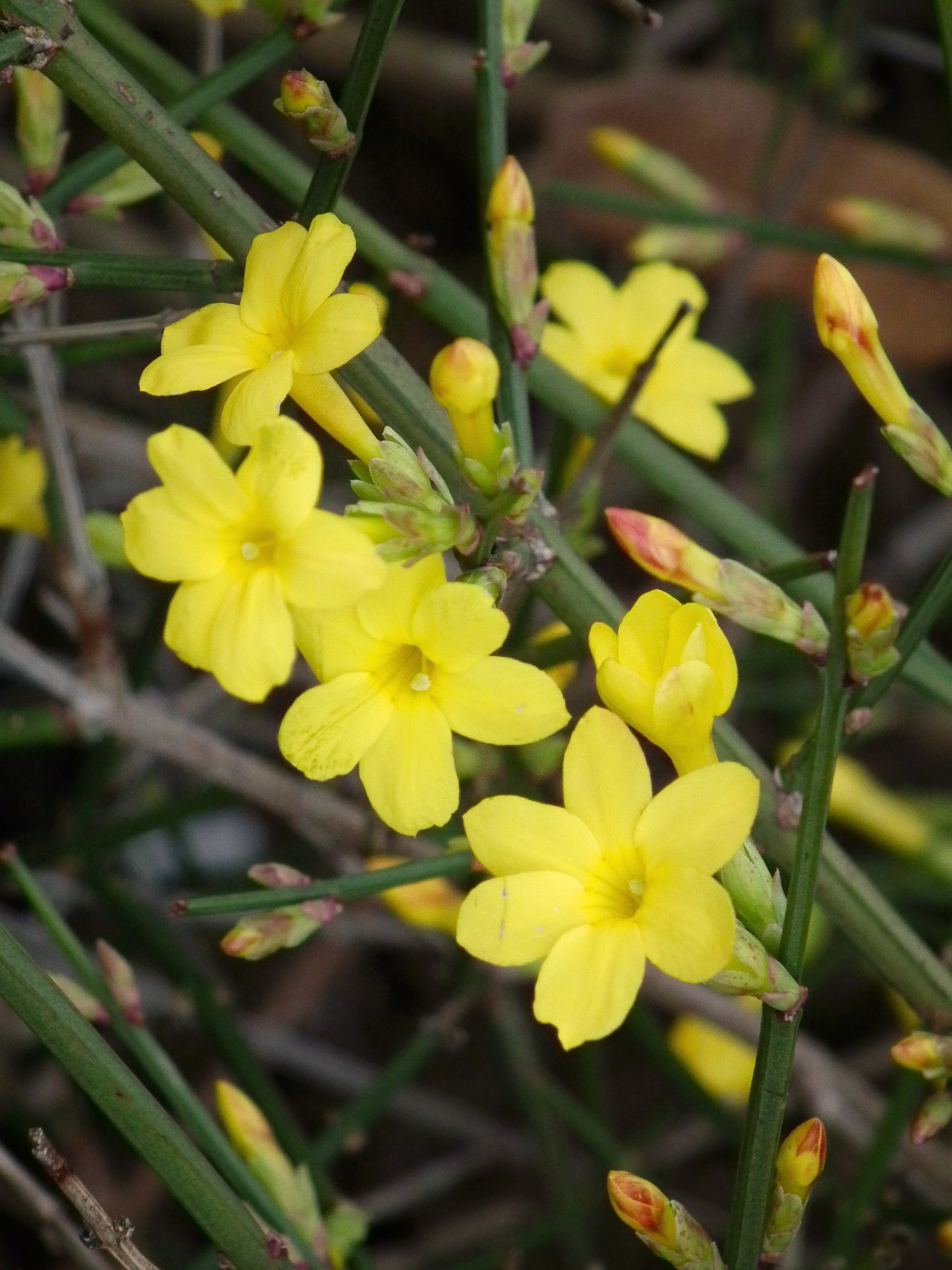
Jaśmin nagokwiatowy

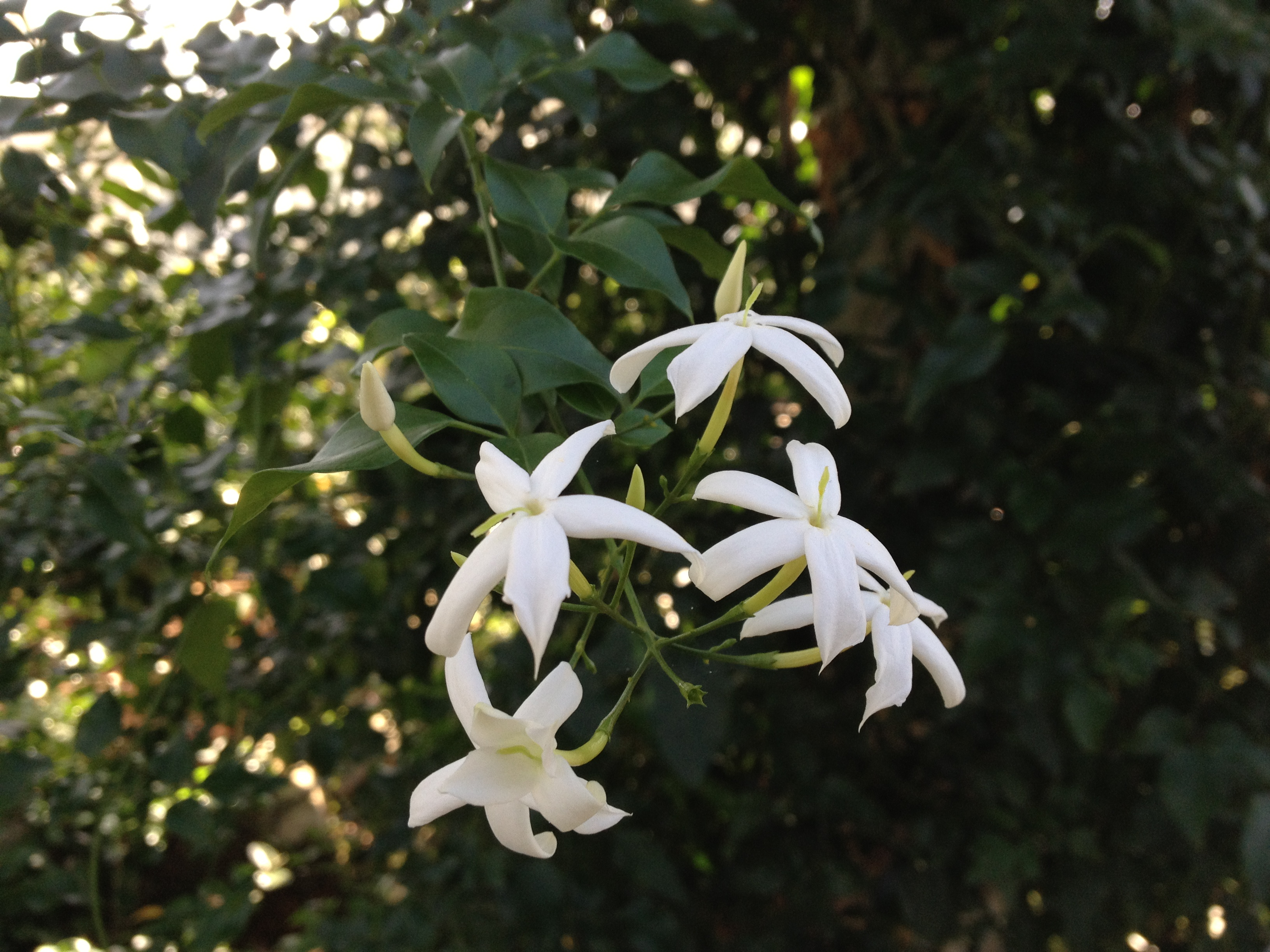
Jasminum tortuosum

PokrójKrzewy i pnącza o pędach zielonych, osiągających długość ponad 10 m.
LiścieNaprzeciwległe (tradycyjnie tu też zaliczane gatunki o liściach skrętoległych zostały wyodrębnione w osobny rodzaj Chrysojasminum), ogonkowe, pojedyncze, trójlistkowe lub nieparzystopierzaste.
KwiatyObupłciowe, zebrane po kilka lub wiele w kwiatostany wiechowato-wierzchotkowe, szczytowe lub wyrastające w kątach liści. Kielich z 5–15 działkami połączonymi u nasady. Korona kwiatowa o 5–6 płatkach u nasady zrośniętych w rurkę, w górze z kolistymi łatkami, biała, żółta lub czerwono-różowa. Pręciki są dwa, schowane w rurce korony. Zalążnia jest górna i dwukomorowa, w każdej komorze rozwija się 1–4 zalążki.
OwoceMięsiste jagody podwójne lub pojedyncze (w wyniku często występującej aborcji zarodka), rzadko owoce suche (u jaśminu nagołodygowego i J. mesnyi).

## Systematyka
Pozycja systematyczna

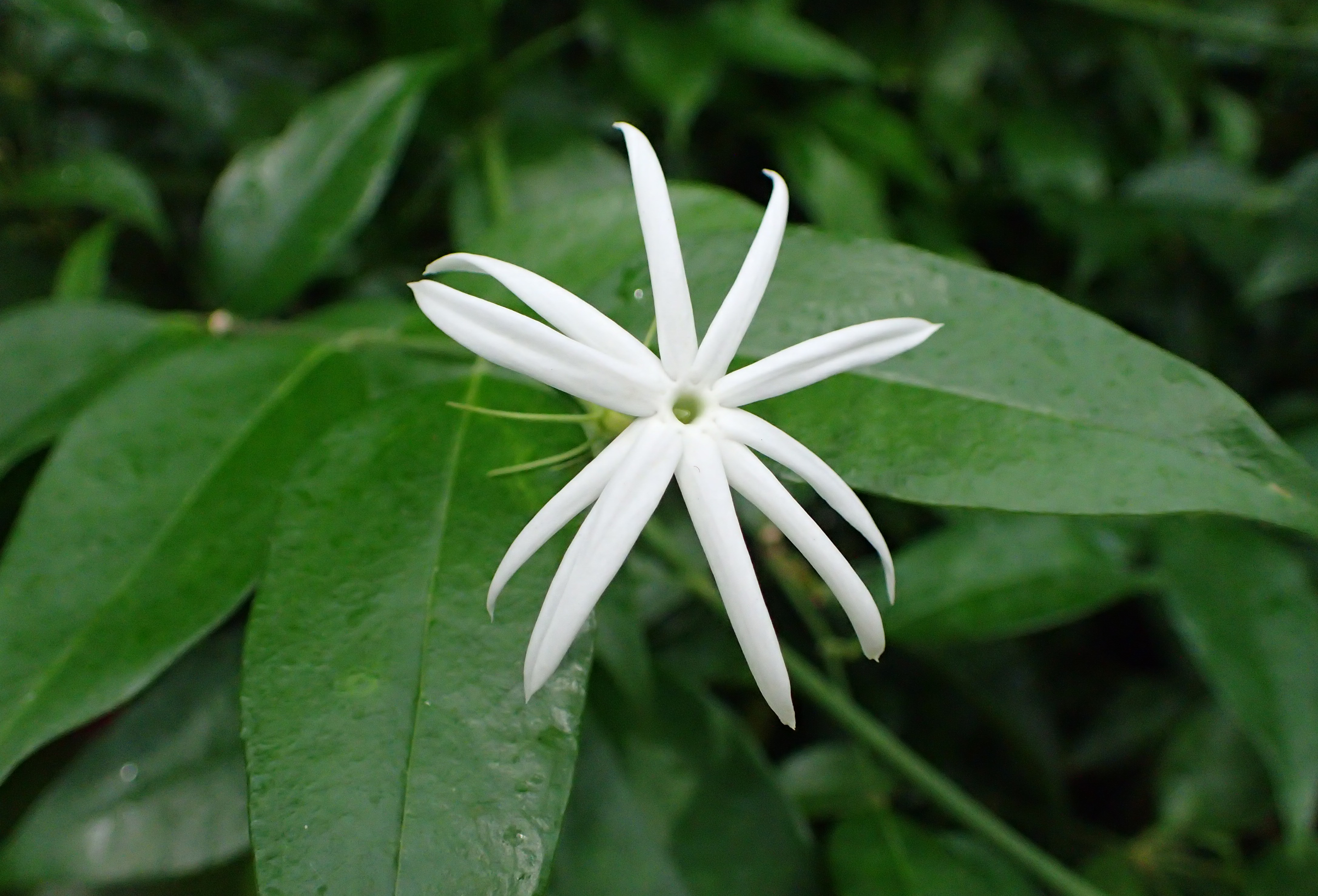
Jasminum laurifolium

Rodzaj z rodziny oliwkowatych Oleaceae, a w jej obrębie z plemienia Jasmineae. W tradycyjnym ujęciu plemię to było monotypowe, ale badania molekularne wskazały na siostrzane pokrewieństwo większości gatunków zaliczanych do rodzaju jaśmin Jasminum z rodzajem Menodora, przy czym bazalną pozycję względem tej pary zajmują gatunki tradycyjnie wyodrębniane jako sekcja Alternifolia w obrębie rodzaju Jasminum, która w efekcie została wyodrębniona w osobny rodzaj Chrysojasminum. Wszystkie trzy rodzaje zaliczane są do plemienia Jasmineae.
Wykaz gatunków
- Jasminum abyssinicum Hochst. ex DC.
- Jasminum acuminatum (Lam.) Pers.
- Jasminum adenophyllum Wall. ex C.B.Clarke
- Jasminum agastyamalayanum Sabeena, Asmitha, Mulani, E.S.S.Kumar & Sibin
- Jasminum alongense Gagnep.
- Jasminum amabile H.Hara
- Jasminum ambiguum Blume
- Jasminum amoenum Blume
- Jasminum andamanicum N.P.Balakr. & N.G.Nair
- Jasminum angolense Baker
- Jasminum angulare Vahl
- Jasminum angustifolium (L.) Willd.
- Jasminum annamense Wernham
- Jasminum anodontum Gagnep.
- Jasminum aphanodon Baker
- Jasminum apoense Elmer
- Jasminum arborescens Roxb.
- Jasminum artense Montrouz.
- Jasminum attenuatum Roxb. ex G.Don
- Jasminum auriculatum Vahl
- Jasminum azoricum L. – jaśmin azorski
- Jasminum bakeri Scott Elliot
- Jasminum batanensis Kiew
- Jasminum beesianum Forrest & Diels
- Jasminum betchei F.Muell.
- Jasminum bhumibolianum Chalermglin
- Jasminum brachyscyphum Baker
- Jasminum breviflorum Harv.
- Jasminum brevilobum DC.
- Jasminum brevipetiolatum Duthie
- Jasminum calcareum F.Muell.
- Jasminum calcicola Kerr
- Jasminum calophyllum Wall. ex G.Don
- Jasminum campyloneurum Gilg & G.Schellenb.
- Jasminum cardiomorphum P.S.Green
- Jasminum carinatum Blume
- Jasminum carissoides Kerr
- Jasminum caudatum Wall. ex Lindl.
- Jasminum celebicum Merr.
- Jasminum cinnamomifolium Kobuski
- Jasminum coarctatum Roxb.
- Jasminum coffeinum Hand.-Mazz.
- Jasminum cordatum Ridl.
- Jasminum cordifolium Wall. ex G.Don
- Jasminum craibianum Kerr
- Jasminum crassifolium Blume
- Jasminum cumingii Merr.
- Jasminum curtisii King & Gamble
- Jasminum cuspidatum Rottler
- Jasminum dallachyi F.Muell.
- Jasminum dasyphyllum Gilg & G.Schellenb.
- Jasminum decipiens P.S.Green
- Jasminum decussatum Wall. ex G.Don
- Jasminum degeneri Kobuski
- Jasminum dichotomum Vahl
- Jasminum didymum G.Forst.
- Jasminum dinklagei Gilg & G.Schellenb.
- Jasminum dispermum Wall.
- Jasminum dolichopetalum Merr. & Rolfe
- Jasminum domatiigerum Lingelsh.
- Jasminum duclouxii (H.Lév.) Rehder
- Jasminum eberhardtii Gagnep.
- Jasminum elatum Pancher ex Guillaumin
- Jasminum elegans Knobl.
- Jasminum elongatum (P.J.Bergius) Willd.
- Jasminum extensum Wall. ex G.Don
- Jasminum flavovirens Gilg & G.Schellenb.
- Jasminum flexile Vahl
- Jasminum fluminense Vell.
- Jasminum foveatum R.H.Miao
- Jasminum fuchsiifolium Gagnep.
- Jasminum gilgianum K.Schum.
- Jasminum glaucum (L.f.) Aiton
- Jasminum grandiflorum L.
- Jasminum greveanum Danguy ex H.Perrier
- Jasminum griffithii C.B.Clarke
- Jasminum guangxiense B.M.Miao
- Jasminum harmandianum Gagnep.
- Jasminum hasseltianum Blume
- Jasminum honghoense K.Zhang & D.X.Zhang
- Jasminum hongshuihoense Z.P.Jien ex B.M.Miao
- Jasminum insigne Blume
- Jasminum insularum Kerr
- Jasminum ixoroides Elmer
- Jasminum jenniae W.K.Harris & G.Holmes
- Jasminum kajewskii C.T.White
- Jasminum kaulbackii P.S.Green
- Jasminum kedahense (King & Gamble) Ridl.
- Jasminum kerstingii Gilg & G.Schellenb.
- Jasminum kitchingii Baker
- Jasminum kostermansii Kiew
- Jasminum kriegeri Guillaumin
- Jasminum kwangense Liben
- Jasminum lanceolaria Roxb.
- Jasminum lasiosepalum Gilg & G.Schellenb.
- Jasminum latipetalum C.B.Clarke
- Jasminum laurifolium Roxb. ex Hornem.
- Jasminum laxiflorum Gagnep.
- Jasminum ledangense Kiew
- Jasminum listeri King ex Gage
- Jasminum longipetalum King & Gamble
- Jasminum longitubum L.C.Chia ex B.M.Miao
- Jasminum mackeeorum P.S.Green
- Jasminum macrocarpum Merr.
- Jasminum magnificum Lingelsh.
- Jasminum maingayi C.B.Clarke
- Jasminum malabaricum Wight
- Jasminum marianum DC.
- Jasminum melastomifolium Ridl.
- Jasminum mesnyi Hance
- Jasminum meyeri-johannis Engl.
- Jasminum microcalyx Hance
- Jasminum molle R.Br.
- Jasminum mossamedense Hiern
- Jasminum mouilaense Breteler
- Jasminum multiflorum (Burm.f.) Andrews
- Jasminum multinervosum Kiew
- Jasminum multipartitum Hochst.
- Jasminum multipetalum Merr.
- Jasminum narcissiodorum Gilg & G.Schellenb.
- Jasminum nardydorum Breteler
- Jasminum neocaledonicum Schltr.
- Jasminum nepalense Spreng.
- Jasminum nervosum Lour.
- Jasminum newtonii Gilg & G.Schellenb.
- Jasminum niloticum Gilg
- Jasminum nintooides Rehder
- Jasminum nobile C.B.Clarke
- Jasminum noldeanum Knobl.
- Jasminum noumeense Schltr.
- Jasminum nudiflorum Lindl. – jaśmin nagokwiatowy
- Jasminum nummulariifolium Baker
- Jasminum obtusifolium Baker
- Jasminum octocuspe Baker
- Jasminum officinale L. – jaśmin lekarski
- Jasminum oliganthum Quisumb. & Merr.
- Jasminum oreophilum Kiew
- Jasminum papuasicum Lingelsh.
- Jasminum parceflorum Kai Zhang & D.X.Zhang
- Jasminum pauciflorum Benth.
- Jasminum paucinervium Ridl.
- Jasminum pedunculatum Gagnep.
- Jasminum pellucidum Airy Shaw
- Jasminum peninsulare Kiew
- Jasminum pentaneurum Hand.-Mazz.
- Jasminum pericallianthum Kobuski
- Jasminum perissanthum P.S.Green
- Jasminum pierreanum Gagnep.
- Jasminum pipolyi W.N.Takeuchi
- Jasminum polyanthum Franch.
- Jasminum populifolium Blume
- Jasminum prainii H.Lév.
- Jasminum preussii Engl. & Knobl.
- Jasminum promunturianum Däniker
- Jasminum pseudopinnatum Merr. & Rolfe
- Jasminum pteropodum H.Perrier
- Jasminum puberulum Baker
- Jasminum punctulatum Chiov.
- Jasminum quinatum Schinz
- Jasminum rambayense Kuntze
- Jasminum ranongense Kiew
- Jasminum rehderianum Kobuski
- Jasminum ritchiei C.B.Clarke
- Jasminum rufohirtum Gagnep.
- Jasminum rupestre Blume
- Jasminum sambac (L.) Aiton – jaśmin wielkolistny
- Jasminum sarawacense King & Gamble
- Jasminum scandens (Retz.) Vahl
- Jasminum schimperi Vatke
- Jasminum sessile A.C.Sm.
- Jasminum siamense Craib
- Jasminum simplicifolium G.Forst.
- Jasminum sinense Hemsl.
- Jasminum smilacifolium Griff. ex C.B.Clarke
- Jasminum spectabile Ridl.
- Jasminum steenisii Kiew
- Jasminum stellipilum Kerr
- Jasminum stenolobum Rolfe
- Jasminum ×stephanense É.Lemoine
- Jasminum streptopus E.Mey.
- Jasminum subglandulosum Kurz
- Jasminum syringifolium Wall. ex G.Don
- Jasminum tetraquetrum A.Gray
- Jasminum thomense Exell
- Jasminum tomentosum Knobl.
- Jasminum tortuosum Willd.
- Jasminum trichotomum B.Heyne ex Roth
- Jasminum tubiflorum Roxb.
- Jasminum turneri C.T.White
- Jasminum urophyllum Hemsl.
- Jasminum verdickii De Wild.
- Jasminum vidalii P.S.Green
- Jasminum vietnamense B.H.Quang & Joongku Lee
- Jasminum waitzianum Blume
- Jasminum wengeri C.E.C.Fisch.
- Jasminum wrayi King & Gamble
- Jasminum yuanjiangense P.Y.Pai
- Jasminum zippelianum Blume